# Музывален
Музывален (горномар. Мызывален) — посёлок в Килемарском районе Республики Марий Эл. Входит в состав Кумьинского сельского поселения.

## География
Находится в западной части республики Марий Эл на расстоянии приблизительно 19 км по прямой на юго-запад от районного центра посёлка Килемары.

## История
Образован на месте одноимённого лесоучастка, располагавшегося на дороге Козьмодемьянск — Яранск. Здесь стоял один казённый дом, где проживал сторож с семьёй. В 1926 году на Музываленском лесоучастке проживали 7 человек. Название в переводе с марийского означает «место, где спустился рябчик». В 1927 году был открыт дом инвалидов на 10 койко-мест, работали 4 человека обслуживающего персонала. В годы войны и в послевоенное время сюда поступало много инвалидов войны и территория дома инвалидов выросла. В 1961 году дом инвалидов преобразовали в дом престарелых и инвалидов общего типа на 300 мест (15 корпусов). В 1950 году на Музываленском лесоучастке был открыт сплавной участок, позже лесоучасток, относившийся к Руткинскому леспромхозу. В 1950 году в посёлке проживали 195 человек, по национальному составу население состояло из русских и мари. В посёлке имелись кузница, сапожная мастерская, столовая, магазин, клуб. В 1974 году в 60 хозяйствах проживал 431 человек. В 1984 году в связи с плохим состоянием дороги до посёлка дом-интернат для престарелых и инвалидов ликвидировали.

## Население
Население составляло 13 человек (русские 54 %, мари 46 %) в 2002 году, 1 в 2010.